# Anthony David Barnosky
Anthony David Barnosky, né le 5 juillet 1952, est un écologue, géologue et biologiste américain. Il est professeur au département de biologie intégrative de l'Université de Californie à Berkeley jusqu'à sa retraite. Ses recherches portent sur la relation entre le changement climatique et les extinctions massives.

## Biographie
Il obtient son baccalauréat en géologie du Colorado College en 1974. Il obtient ensuite une maîtrise (1980) et un doctorat (1983) en sciences de la Terre à l'Université de Washington.  
Ses travaux sur les éléments de basculement du système terrestre conduisent Anthony David Barnosky à œuvrer en faveur d'efforts plus clairs en matière de politique climatique, pour rendre possible l'objectif de limitation à deux degrés de l'augmentation de la température moyenne terrestre. Il souligne que le changement climatique est une cause majeure de déplacement des espèces et la cause principale de l’extinction massive actuelle. 

L’une de ses principales préoccupations est le concept de « point de basculement » :
Il est connu que les systèmes écologiques localisés passent brusquement et de manière irréversible d’un état à un autre lorsqu’ils sont contraints de franchir des seuils critiques. Nous examinons ici les preuves montrant que l’écosystème mondial dans son ensemble peut réagir de la même manière et se rapproche d’une transition critique à l’échelle planétaire en raison de l’influence humaine. La plausibilité d’un « point de basculement » à l’échelle planétaire souligne la nécessité d’améliorer les prévisions biologiques en détectant les premiers signes avant-coureurs de transitions critiques à l’échelle mondiale et locale, et en détectant les rétroactions qui favorisent ces transitions. Il est également nécessaire de s’attaquer aux causes profondes des changements biologiques provoqués par les humains.
Il est marié à Elizabeth A. Hadly, qui travaille dans le même domaine de recherche.

## Publications
(septembre 2024).
- Anthony D. Barnosky: Heatstroke: Nature in an Age of Global Warming. 2009,  (ISBN 9781597261975)
- Anthony D. Barnosky: Dodging Extinction Power, Food, Money, and the Future of Life on Earth. 2014,  (ISBN 9780520274372)
- Anthony D. Barnosky, Elizabeth A. Hadly : Tipping Point for Planet Earth: How Close Are We to the Edge? 2016,  (ISBN 9781250051158)
- Will Steffen, Johan Rockström, Katherine Richardson, Timothy M. Lenton, Carl Folke, Diana Liverman, Colin P. Summerhayes, Anthony D. Barnosky, Sarah E. Cornell, Michel Crucifix, Jonathan F. Donges, Ingo Fetzer, Steven J. Lade, Marten Scheffer, Ricarda Winkelmann et Hans Joachim Schellnhuber, « Trajectories of the Earth System in the Anthropocene », Proceedings of the National Academy of Sciences, vol. 115, no 33,‎ 2018, p. 8252–8259 (ISSN 0027-8424, PMID 30082409, PMCID 6099852, DOI 10.1073/pnas.1810141115 , Bibcode 2018PNAS..115.8252S) pdf
- Natalia A. Villavicencio, Emily L. Lindsey, Fabiana M. Martin, Luis A. Borrero, Patricio I. Moreno, Charles R. Marshall et Anthony D. Barnosky, « Combination of humans, climate, and vegetation change triggered Late Quaternary megafauna extinction in the Última Esperanza region, southern Patagonia, Chile », Ecography, vol. 39, no 2,‎ 2016, p. 125–140 (ISSN 0906-7590, DOI 10.1111/ecog.01606 ) pdf
- Anthony D. Barnosky, Elizabeth A. Hadly, Jordi Bascompte, Eric L. Berlow, James H. Brown, Mikael Fortelius, Wayne M. Getz, John Harte, Alan Hastings, Pablo A. Marquet, Neo D. Martinez, Arne Mooers, Peter Roopnarine, Geerat Vermeij, John W. Williams, Rosemary Gillespie, Justin Kitzes, Charles Marshall, Nicholas Matzke, David P. Mindell, Eloy Revilla et Adam B. Smith, « Approaching a state shift in Earth's biosphere », Nature, vol. 486, no 7401,‎ 2012, p. 52–58 (ISSN 0028-0836, PMID 22678279, DOI 10.1038/nature11018, Bibcode 2012Natur.486...52B, hdl 10261/55208 , S2CID 4788164)